# Copa do Mundo FIFA de 1938
A Copa do Mundo FIFA de 1938 foi a 3º Copa do Mundo disputada e foi sediada na França entre 4 e 19 de junho. A Itália manteve o título e foi bicampeã, derrotando a Hungria por 4–2 na final.
Uma curiosidade desta Copa do Mundo é que todas as 15 seleções que participara foram agraciadas com um troféu chamado "Biscuit Nymphe Falconet". A que o Brasil ganhou está exposto no Museu do Futebol, na zona oeste do Rio de Janeiro.

## Eleição da sede de Países
Três países se candidataram para ser a sede da Copa: Alemanha, Argentina e França; A Alemanha, que organizava os Jogos Olímpicos de Verão de 1936, tinha interesse por mais um evento para propaganda do nazismo de Adolf Hitler. A Argentina esperava sua vez por um possível rodízio de continentes. Os dois eram os favoritos. Mas, em agosto de 1936, em Berlim, durante as Olimpíadas de 1936, o Congresso da FIFA se reuniu e decidiu, como homenagem a Jules Rimet, já com 64 anos, e a Henri Delaunay, outro dirigente da entidade, fazer a Copa na França, a terceira candidata. A decisão causou afronta na América do Sul, que acreditava que as sedes seriam alternadas entre os dois continentes; em vez disso, foi o segundo torneio consecutivo a ser jogado na Europa. Em razão disso, todas as seleções americanas (exceto Brasil e Cuba) boicotaram a Copa de 1938, em solidariedade a Argentina. Esta foi a última Copa do Mundo antes do início da Segunda Guerra Mundial.

## Decisões

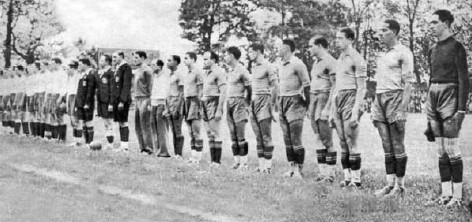
Polónia 5–6 Brasil

Por causa da raiva da decisão de se ter uma segunda Copa consecutiva na Europa, nem Uruguai nem Argentina entraram para a competição, enquanto a Espanha foi a primeira seleção a ser impedida de competir por causa de uma guerra. A Inglaterra não participou pois ainda considerava a Copa um torneio sem expressão.
Foi a primeira vez em que o anfitrião (França) e o então campeão (Itália) se classificaram automaticamente. Aos então campeões era-lhes dado classificação automática até a copa seguinte, o que ocorreu até a Copa do Mundo de 2002.
Das 14 vagas restantes, onze eram para a Europa, duas para as Américas e uma para a Ásia. Como resultado, somente três seleções não-europeias participaram: Brasil, Cuba e Índias Orientais Neerlandesas (Atual Indonésia). Este é o menor número de equipes de fora do continente anfitrião a competir em uma Copa do Mundo FIFA.
A Áustria se classificou para a Copa, mas depois das eliminatórias serem finalizadas, a Anschluss uniu a Áustria com a Alemanha. Subsequentemente, a seleção desistiu do torneio, com alguns jogadores austríacos na equipe alemã. A Letônia ficou em segundo no grupo da Áustria nas eliminatórias, mas não foi convidada a participar do torneio; em vez disso, a vaga da Áustria ficou vazia e a Suécia, que seria o primeiro adversário da Áustria, progrediu diretamente para as quartas-de-final por omissão.
Este torneio viu a primeira, e até 2022 a única, participação de Cuba e Índias Orientais Neerlandesas (agora Indonésia), esta última até hoje a única Seleção a participar de uma Copa antes de seu país declarar independência. Também viu a estreia em Copas de Polônia e Noruega. Polônia e Países Baixos não reapareceriam no torneio até 1974, enquanto a Noruega não se classificaria para uma Copa do Mundo até 1994; até a classificação do País de Gales para a Copa de 2022, esta foi a mais longa ausência de uma Seleção entre participações em Copas, totalizando 56 anos. A Alemanha unificada não apareceria de novo até 1994.

## Formato
O formato eliminatório de 1934 foi mantido. Se uma partida permanecer empatada depois dos 90 minutos, mais 30 minutos de prorrogação seriam jogados. Se o placar permanecesse igual, um jogo desempate era realizado. Foi a última Copa do Mundo a ter este formato eliminatório.

## Resumo

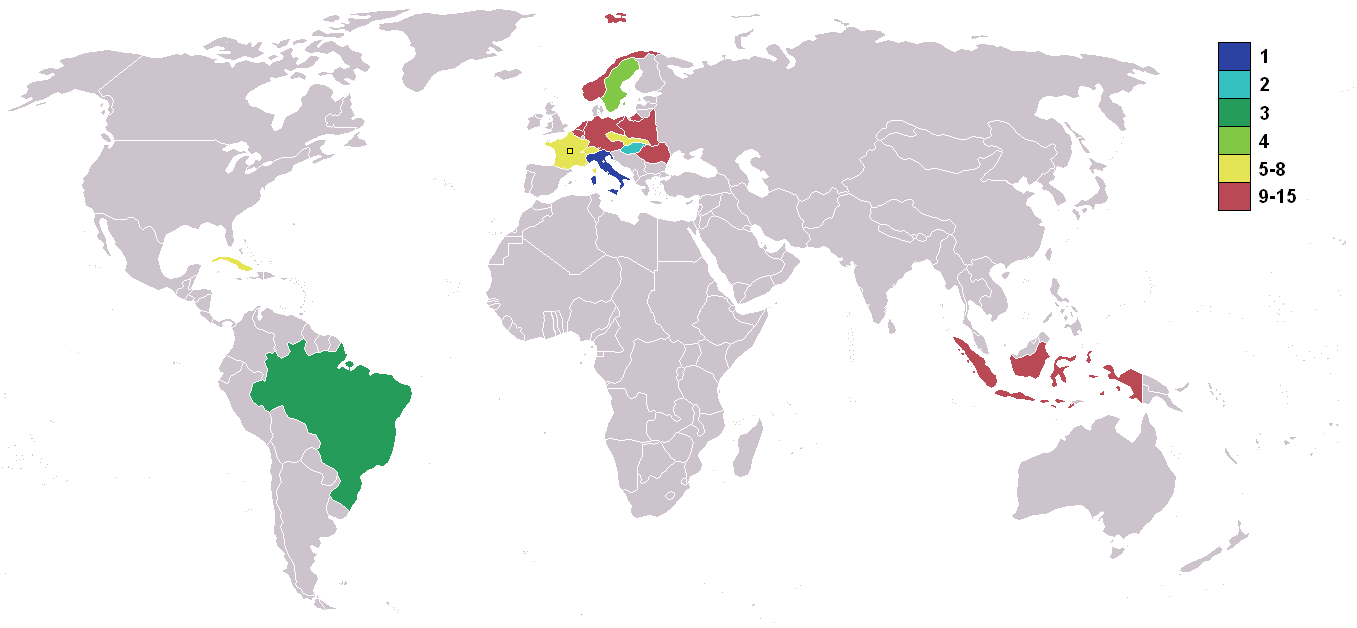
Seleções e seus respectivos resultados.

A grande favorita para o título era a Seleção Italiana, então campeã mundial, campeã olímpica e mantinha a base que conquistara o título em 1934. A outra favorita era Alemanha, que havia anexado a Áustria e tinha passado a contar com boa parte dos talentosos jogadores do Wunderteam (com notória exceção do craque austríaco Matthias Sindelar, que não aceitou fazer parte da Seleção Nazista de Adolf Hitler), além da base que conquistara o terceiro lugar em 1934. Sindelar foi encontrado morto em sua casa um ano depois, segundo o laudo oficial (nazista), asfixiado por monóxido de carbono.
Alemanha, França, Itália, Tchecoslováquia, Hungria, Cuba e Brasil foram sorteadas como cabeças-de-chave em Paris, em 5 de março. Cinco das sete partidas da primeira rodada tiveram prorrogação; duas ainda foram para o jogo desempate. Em um jogo desempate, Cuba avançou para a fase seguinte à custas da Romênia. No outro jogo desempate, a Alemanha (que usava sua camisa com uma suástica no peito) liderava o placar por 1x0 no primeiro jogo quando a Suíça empatou, e no segundo jogo, a seleção germânica liderava por 2x0 (a comissão técnica chegara a mandar telegrama a Adolf Hitler contando sobre a vitória) quando sofreu a virada para 2x4. Esta derrota, que se deu em frente a uma torcida hostil que arremessava garrafas em Paris, foi colocada na conta do treinador alemão Sepp Herberger em uma atitude derrotista dos cinco jogadores austríacos que ele foi forçado a convocar; um jornalista alemão comentou mais tarde que "alemães e austríacos preferiam jogar um contra o outro até mesmo estando no mesmo time". A eliminação alemã foi uma grande surpresa, pois esta era considerada favorita para a conquista do título, ao lado da Itália. Esta foi a primeira vez em uma Copa do Mundo que a Alemanha não passou da primeira fase, uma vez que a seleção não participou das Copas de 1930 e 1950 - tal fato voltaria a acontecer só oitenta anos depois, na Copa do Mundo da Rússia em 2018. A então campeã Itália bateu a Noruega por 2 a 1, na prorrogação. O Brasil venceu a Polônia na prorrogação por 6 a 5, em um dos melhores jogos da história das copas. No primeiro tempo, prevaleceu a classe e o futebol refinado dos brasileiros e, ao final dos 45 minutos, o Brasil vencia por 3 a 1. Mas, no intervalo do jogo desabou um fortíssimo temporal que enlameou o gramado, dificultando o toque de bola dos brasileiros. Os poloneses se aproveitaram e o jogo terminou empatado em 4 a 4. Na prorrogação,o Brasil fez mais dois gols,vencendo a partida por 6 a 5. O craque brasileiro Leônidas da Silva fez 3 gols e o polonês Ernest Willimowski marcou 4 gols. Um dos gols de Leônidas foi marcado com o atacante descalço. Leônidas se preparava para trocar de chuteiras perto da área polonesa quando recebeu um presente do goleiro polonês, que escorregara ao tentar cobrar um tiro de meta. O atacante brasileiro completou para o gol de primeira, ainda com a chuteira na mão. A Tchecoslováquia venceu a Holanda na prorrogação por 3 a 0, e a Hungria goleou por 6 a 0 as Índias Orientais Holandesas (atual Indonésia).
A Suécia avançou diretamente às quartas-de-final como resultado da anexação da Áustria, e conseguiram derrotar Cuba por 8x0. A anfitriã França foi batida pela campeã Itália pelo placar de 3 a 1 (com os dois gols decisivos marcados por Silvio Piola, o melhor jogador italiano da competição) e a Suíça foi eliminada pela Hungria, pelo placar de 2 a 0. A Tchecoslováquia levou o Brasil ao jogo-desempate na  partida conhecida como Batalha de Bordeaux, assim chamada devido a sua extrema violência, com 3 jogadores expulsos (Zezé Procópio e Martim Silveira do Brasil, e Jan Ríha da Tchecoslováquia) e cinco lesionados (os tchecos František Plánička e Oldřich Nejedlý tiveram que ser internados no hospital). Na partida-desempate; os sul-americanos se mostraram muito fortes para os esgotados tchecoslovacos e ganharam por 2x1. Esta foi a última partida a ser refeita em uma Copa do Mundo, com todos os vencedores destas partidas desempate caindo na fase seguinte.
A Hungria derrotou a Suécia em uma das semifinais por 5x1, enquanto Itália e Brasil se encontravam pela primeira vez em uma das rivalidades mais importantes da Copa do Mundo. O técnico brasileiro Ademar Pimenta resolveu descansar sua estrela Leônidas, confiante de que o Brasil iria se classificar para a final. Foi um grande erro. Após um primeiro tempo sem gols, Gino Colaussi abriu o placar para a Squadra Azzurra, aos seis minutos do segundo tempo. Em seguida, Giuseppe Meazza aumentava a vantagem com um pênalti cometido por Domingos da Guia. Romeu Pellicciari ainda descontou para o Brasil no finalzinho, mas não impediu a eliminação da seleção brasileira. O jogo Brasil X Itália causou muita polêmica e, até recentemente, foi objeto de análises e discussões. Há quem diga que o Brasil perdeu pelo cansaço dos jogos e viagens anteriores. Outros, lamentam a ausência de Tim e de Leônidas. Há também aqueles que garantem que o pênalti que deu origem ao segundo gol italiano não existiu.
Em depoimento ao Museu da Imagem e do Som, o falecido jornalista João Saldanha, que viu o jogo em Paris, disse que os italianos foram superiores, mantiveram o controle do jogo durante toda a partida e mereceram a vitória:
"Os italianos poderiam ter vencido de goleada. Eu estava sentado atrás do gol do Brasil e vi nosso goleiro defender até pensamento. Fomos bombardeados." (João Saldanha)
O pênalti foi confirmado pelo próprio Domingos da Guia, em entrevista à BBC: "O atacante italiano parou a bola e me olhou. Eu o desarmei, ele me deu um pontapé e eu revidei imediatamente. Esse foi meu erro. O juiz viu e marcou o pênalti.".
O Brasil, comandado por Leônidas, garantiu o terceiro lugar vencendo, de virada, a Suécia por 4 a 2. 
A final teve lugar no Estádio Olímpico de Colombes, em Paris. Antes da final, Mussolini mandou o recado ao capitão Giuseppe Meazza (''Vitória ou Morte''). A Itália de Vittorio Pozzo abriu o placar cedo, aos 6 minutos, com Colaussi, mas a Hungria empatou em dois minutos, com Pál Titkos. Os italianos passaram a frente de novo logo em seguida, com gol de Silvio Piola e, no final do primeiro tempo, estava liderando por 3x1 no placar, de novo com Colaussi. Aos 25 minutos do segundo tempo, o melhor jogador húngaro, Gyorgy Sarósi, diminuiu para 3 X 2, ressuscitando as esperanças magiares. Mas, aos 40 minutos, Piola fez o gol do título italiano.Com o placar de 4x2 a favorecendo, a Squadra Azzurra se tornou a primeira seleção a conseguir defender seu título e tornou-se bicampeã da Copa do Mundo. O goleiro magiar Antal Szabó declarou: "Levei 4 gols, mas salvei a vida de 11 italianos'' (referência as ameaças de Benito Mussolini)
Foi a primeira Copa do Mundo transmitida pelo rádio para o Brasil. A Rádio Inconfidência, fundada dois anos antes, transmitiu os jogos ao vivo para a população de Minas Gerais.
Graças à Segunda Guerra Mundial, a Copa do Mundo não seria disputada por 12 anos, até 1950. Como resultado, a Itália ficou como campeã pelo recorde de 16 anos, de 1934 a 1950. O vice-presidente italiano da FIFA, Ottorino Barassi, escondeu o troféu em uma caixa de sapato sob sua cama durante a Segunda Grande Guerra, salvando-o assim de cair nas mãos das tropas de ocupação.

## Sub-sedes
Dez cidades receberam os jogos:
| Antibes             | Bordeaux                     | Le Havre | Lille                 |
| ------------------- | ---------------------------- | --- | --------------------- |
| Stade du Fort Carré | Parc Lescure                 | Stade Municipal                                                                                                   | Stade Victor Boucquey |
| Capacidade: 7,000   | Capacidade: 34,694           | Capacidade: 22,000                                                                                                | Capacidade: 15,000    |
|                     |                              | |                       |
| Paris               | Paris                        | Reims | Estrasburgo           |
| Parc des Princes    | Estádio Olímpico de Colombes | Vélodrome Municipal                                                                                               | Stade de la Meinau    |
| Capacidade: 48,712  | Capacidade: 60,000           | Capacidade: 21,684                                                                                                | Capacidade: 30,000    |
|                     |                              | |                       |
| Lyon                | Marselha                     | Antibes Bordeaux Le Havre Lille Lyon Marselha Paris Reims Estrasburgo ToulouseCopa do Mundo FIFA de 1938 (França) | Toulouse              |
| Stade de Gerland    | Stade Vélodrome              | Antibes Bordeaux Le Havre Lille Lyon Marselha Paris Reims Estrasburgo ToulouseCopa do Mundo FIFA de 1938 (França) | Stade Chapou          |
| Capacidade: 40,500  | Capacidade: 48,000           | Antibes Bordeaux Le Havre Lille Lyon Marselha Paris Reims Estrasburgo ToulouseCopa do Mundo FIFA de 1938 (França) | Capacidade: 35,472    |
|                     |                              | Antibes Bordeaux Le Havre Lille Lyon Marselha Paris Reims Estrasburgo ToulouseCopa do Mundo FIFA de 1938 (França) |                       |

Somente o Stade de Gerland, em Lyon não recebeu jogos, devido à desistência da Áustria.

## Convocações
Para uma lista dos convocados da Copa do Mundo FIFA de 1938, veja Convocações para a Copa do Mundo FIFA de 1938.

## Sorteio
O sorteio foi realizado no Salon d´Horloge em Paris no dia 5 de Março de 1938.
Os cabeças de chave foram  Alemanha,  Brasil,  Cuba,  França,  Hungria,  Itália,  Suécia e  Tchecoslováquia.
Como a Áustria foi anexada pela Alemanha em 1938,a seleção austríaca foi impedida de participar, a Inglaterra foi convidada para disputar a vaga no lugar, mas declinou o convite.
Com isso, a Suécia já começaria adiantada na Copa.

## Resultados
O resultado entre parênteses representa o confronto que foi decidido em partida extra.
|  | Oitavas de final              | Oitavas de final          |                        |       | Quartas de final | Quartas de final |                        |                        | Semifinais | Semifinais |  |  | Final | Final |
|  |                               |                           |                        |       |                  |                  |                        |                        |            |            |  |  |       |       |
|  | 5 de junho – Marselha         |                           |                        |       |                  |                  |                        |                        |            |            |  |  |       |       |
|  |                               |                           |                        |       |                  |                  |                        |                        |            |            |  |  |       |       |
|  | Itália (pro)                  | 2                         |                        |       |                  |                  |                        |                        |            |            |  |  |       |       |
|  | Itália (pro)                  | 2                         | 12 de junho – Paris    |       |                  |                  |                        |                        |            |            |  |  |       |       |
|  | Noruega                       | 1                         |                        |       |                  |                  |                        |                        |            |            |  |  |       |       |
|  | Noruega                       | 1                         | Itália                 | 3     |                  |                  |                        |                        |            |            |  |  |       |       |
|  | 5 de junho – Paris            |                           | Itália                 | 3     |                  |                  |                        |                        |            |            |  |  |       |       |
|  |                               | França                    | 1                      |       |                  |                  |                        |                        |            |            |  |  |       |       |
|  | França                        | França                    | 1                      | 3     |                  |                  |                        |                        |            |            |  |  |       |       |
|  | França                        |                           | 16 de junho – Marselha | 3     |                  |                  |                        |                        |            |            |  |  |       |       |
|  | Bélgica                       | 1                         |                        |       |                  |                  |                        |                        |            |            |  |  |       |       |
|  | Bélgica                       | 1                         | Itália                 | 2     |                  |                  |                        |                        |            |            |  |  |       |       |
|  | 5 de junho – Estrasburgo      |                           | Itália                 | 2     |                  |                  |                        |                        |            |            |  |  |       |       |
|  |                               | Brasil                    | 1                      |       |                  |                  |                        |                        |            |            |  |  |       |       |
|  | Brasil (pro)                  | Brasil                    | 1                      | 6     |                  |                  |                        |                        |            |            |  |  |       |       |
|  | Brasil (pro)                  | 12 de junho – Bordeaux[4] |                        | 6     |                  |                  |                        |                        |            |            |  |  |       |       |
|  | Polónia                       | 5                         |                        |       |                  |                  |                        |                        |            |            |  |  |       |       |
|  | Polónia                       | 5                         | Brasil                 | 1 (2) |                  |                  |                        |                        |            |            |  |  |       |       |
|  | 5 de junho – Le Havre         |                           | Brasil                 | 1 (2) |                  |                  |                        |                        |            |            |  |  |       |       |
|  |                               | Tchecoslováquia           | 1 (1)                  |       |                  |                  |                        |                        |            |            |  |  |       |       |
|  | Tchecoslováquia (pro)         | Tchecoslováquia           | 1 (1)                  | 3     |                  |                  |                        |                        |            |            |  |  |       |       |
|  | Tchecoslováquia (pro)         |                           | 19 de junho – Paris    | 3     |                  |                  |                        |                        |            |            |  |  |       |       |
|  | Países Baixos                 | 0                         |                        |       |                  |                  |                        |                        |            |            |  |  |       |       |
|  | Países Baixos                 | 0                         | Itália                 | 4     |                  |                  |                        |                        |            |            |  |  |       |       |
|  | 5 de junho – Reims            |                           | Itália                 | 4     |                  |                  |                        |                        |            |            |  |  |       |       |
|  |                               | Hungria                   | 2                      |       |                  |                  |                        |                        |            |            |  |  |       |       |
|  | Hungria                       | Hungria                   | 2                      | 6     |                  |                  |                        |                        |            |            |  |  |       |       |
|  | Hungria                       | 12 de junho – Lille       |                        | 6     |                  |                  |                        |                        |            |            |  |  |       |       |
|  | Índias Orientais Neerlandesas | 0                         |                        |       |                  |                  |                        |                        |            |            |  |  |       |       |
|  | Índias Orientais Neerlandesas | 0                         | Hungria                | 2     |                  |                  |                        |                        |            |            |  |  |       |       |
|  | 4 de junho – Paris[1]         |                           | Hungria                | 2     |                  |                  |                        |                        |            |            |  |  |       |       |
|  |                               | Suíça                     | 0                      |       |                  |                  |                        |                        |            |            |  |  |       |       |
|  | Suíça                         | Suíça                     | 0                      | 1 (4) |                  |                  |                        |                        |            |            |  |  |       |       |
|  | Suíça                         |                           | 16 de junho – Paris    | 1 (4) |                  |                  |                        |                        |            |            |  |  |       |       |
|  | Alemanha                      | 1 (2)                     |                        |       |                  |                  |                        |                        |            |            |  |  |       |       |
|  | Alemanha                      | 1 (2)                     | Hungria                | 5     |                  |                  |                        |                        |            |            |  |  |       |       |
|  | 5 de junho – Lyon             |                           | Hungria                | 5     |                  |                  |                        |                        |            |            |  |  |       |       |
|  |                               | Suécia                    | 1                      |       | Terceiro lugar   | Terceiro lugar   |                        |                        |            |            |  |  |       |       |
|  | Suécia (w.o.)                 | Suécia                    | 1                      | –     | Terceiro lugar   | Terceiro lugar   |                        |                        |            |            |  |  |       |       |
|  | Suécia (w.o.)                 | 12 de junho – Antibes     | 12 de junho – Antibes  | –     |                  |                  | 19 de junho – Bordeaux | 19 de junho – Bordeaux |            |            |  |  |       |       |
|  | Áustria[2]                    | 12 de junho – Antibes     | 12 de junho – Antibes  | –     |                  |                  | 19 de junho – Bordeaux | 19 de junho – Bordeaux |            |            |  |  |       |       |
|  | Áustria[2]                    | Suécia                    | 8                      | –     | Brasil           | 4                |                        |                        |            |            |  |  |       |       |
|  | 5 de junho – Toulouse[3]      | Suécia                    | 8                      |       | Brasil           | 4                |                        |                        |            |            |  |  |       |       |
|  |                               | Cuba                      | 0                      |       | Suécia           | 2                |                        |                        |            |            |  |  |       |       |
|  | Cuba                          | Cuba                      | 0                      | 3 (2) | Suécia           | 2                |                        |                        |            |            |  |  |       |       |
|  | Cuba                          |                           |                        | 3 (2) |                  |                  |                        |                        |            |            |  |  |       |       |
|  | Romênia                       | 3 (1)                     |                        |       |                  |                  |                        |                        |            |            |  |  |       |       |
|  | Romênia                       | 3 (1)                     |                        |       |                  |                  |                        |                        |            |            |  |  |       |       |

- 1. ^ O jogo entre Suíça vs Alemanha foi desempatado em 9 de Junho.[7]
- 2. ^ A Suécia foi premiada com uma anexação já que a Áustria estava incapacitada de competir por causa da Anschluss Austríaca em março de 1938.[7]
- 3. ^ O jogo entre Cuba vs Romênia foi desempatado em 9 de Junho.[7]
- 4. ^ O jogo entre Brasil vs Tchecoslováquia foi desempatado em 14 de Junho.[7]

### Primeira rodada
| 4 de junho   | Suíça        | 1 – 1 (pro.) | Alemanha    | Parc des Princes, Paris                    |
| 17:00 (WEST) | Abegglen 43' | Relatório    | Gauchel 29' | Público: 27 162 Árbitro: BEL John Langenus |

| 5 de junho   | Hungria                                                     | 6 – 0     | Índias Orientais Neerlandesas | Vélodrome Municipal, Reims               |
| 17:00 (WEST) | Kohut 14' · Toldi 16' · Sárosi 25' 88' · Zsengellér 30' 67' | Relatório |                               | Público: 9 000 Árbitro: FRA Roger Conrié |

|  | Suécia | w/o | Áustria | Stade de Gerland, Lyon |
|  |        |     |         |                        |

| 5 de junho   | Cuba                           | 3 – 3 (pro.) | Romênia                               | Stade Chapou, Toulouse                      |
| 17:00 (WEST) | Socorro 44' 103' · Magriñá 69' | Relatório    | Bindea 35' · Barátky 88' · Dobay 105' | Público: 7 000 Árbitro: ITA Giuseppe Scarpi |

| 5 de junho   | França                        | 3 – 1     | Bélgica        | Estado Olímpico de Colombes, Paris         |
| 17:00 (WEST) | Veinante 1' · Nicolas 16' 69' | Relatório | Isemborghs 38' | Público: 30 454 Árbitro: SUI Hans Wüthrich |

| 5 de junho   | Itália                  | 2 – 1 (pro.) | Noruega     | Stade Vélodrome, Marselha                  |
| 17:00 (WEST) | Ferraris 2' · Piola 94' | Relatório    | Brustad 83' | Público: 19 000 Árbitro: ALE Alois Beranek |

| 5 de junho   | Brasil                                              | 6 – 5 (pro.) | Polónia                                           | Stade de la Meinau, Estrasburgo          |
| 17:30 (WEST) | Leônidas 18' 93' 104' · Romeu 25' · Perácio 44' 71' | Relatório    | Scherfke 23' (pen.) · Wilimowski 53' 59' 89' 118' | Público: 13 452 Árbitro: SUE Ivan Eklind |

| 5 de junho   | Tchecoslováquia                       | 3 – 0 (pro.) | Países Baixos | Stade Municipal, Le Havre                   |
| 18:30 (WEST) | Košťálek 93' · Nejedlý 111'Zeman 118' | Relatório    |               | Público: 11,000 Árbitro: FRA Lucien Leclerq |

#### Jogos desempate
| 9 de junho   | Alemanha                            | 2 – 4     | Suíça                                         | Parc des Princes, Paris                  |
| 18:00 (WEST) | Hahnemann 8' · Lörtscher 22' (g.c.) | Relatório | Walaschek 42' · Bickel 64' · Abegglen 75' 78' | Público: 20 265 Árbitro: SUE Ivan Eklind |

| 9 de junho   | Cuba                        | 2 – 1     | Romênia   | Stade Chapou, Toulouse                    |
| 18:00 (WEST) | Socorro 51' · Fernández 57' | Relatório | Dobay 35' | Público: 8 000 Árbitro: ALE Alfred Birlem |

### Quartas-de-final
| 12 de junho  | Suíça | 0 – 2     | Hungria                     | Stade Victor Boucquey, Lille                    |
| 17:00 (WEST) |       | Relatório | Sárosi 40' · Zsengellér 89' | Público: 14 000 Árbitro: ITA Rinaldo Barlassina |

| 12 de junho  | Suécia                                                                      | 8 – 0     | Cuba | Stade du Fort Carré, Antibes               |
| 17:00 (WEST) | H. Andersson 9' 81' 90' · Wetterström 32' 37' 44' · Keller 80' · Nyberg 84' | Relatório |      | Público: 6 846 Árbitro: CHE Augustin Krist |

| 12 de junho  | França        | 1 – 3     | Itália                      | Estádio Olímpico de Colombes, Paris      |
| 17:00 (WEST) | Heisserer 10' | Relatório | Colaussi 9' · Piola 51' 72' | Público: 58 455 Árbitro: BEL Louis Baert |

| 12 de junho  | Brasil       | 1 – 1 (pro.) | Tchecoslováquia    | Parc Lescure, Bordeaux                       |
| 17:00 (WEST) | Leônidas 30' | Relatório    | Nejedlý 65' (pen.) | Público: 22 021 Árbitro: HUN Pal von Hertzka |

#### Jogo desempate
| 14 de junho  | Brasil                     | 2 – 1     | Tchecoslováquia | Parc Lescure, Bordeaux                          |
| 18:00 (WEST) | Leônidas 57' · Roberto 62' | Relatório | Kopecký 25'     | Público: 18 141 Árbitro: FRA Georges Capdeville |

### Semifinais
| 16 de junho  | Hungria                                                             | 5 – 1     | Suécia    | Parc des Princes, Paris                     |
| 18:00 (WEST) | Jacobsson 19' (g.c.) · Titkos 37' · Zsengellér 39' 85' · Sárosi 65' | Relatório | Nyberg 1' | Público: 14 800 Árbitro: FRA Lucien Leclerq |

| 16 de junho  | Itália                           | 2 – 1     | Brasil    | Stade Vélodrome, Marselha                  |
| 18:00 (WEST) | Colaussi 51' · Meazza 60' (pen.) | Relatório | Romeu 87' | Público: 33 000 Árbitro: SUI Hans Wüthrich |

### Disputa do 3º lugar
| 19 de junho  | Suécia                    | 2 – 4     | Brasil                                     | Parc Lescure, Bordeaux                     |
| 17:00 (WEST) | Jonasson 28' · Nyberg 38' | Relatório | Romeu 44' · Leônidas 63' 74' · Perácio 80' | Público: 12 000 Árbitro: BEL John Langenus |

### Final
| 19 de junho  | Itália                          | 4–2       | Hungria                | Estádio Olímpico de Colombes, Paris             |
| 17:00 (WEST) | Colaussi 6' 35' · Piola 16' 82' | Relatório | Titkos 8' · Sárosi 70' | Público: 45 000 Árbitro: FRA Georges Capdeville |

| Itália | Hungria |

## Vencedor
| Campeão da Copa do Mundo FIFA de 1938 |
| ------------------------------------- |
| Itália Segundo título                 |

### Seleção da Copa[13]
| Goleiro            | Zagueiros                        | Meias                                       | Atacantes                                                         |
| František Plánička | Domingos da Guia Étienne Mattler | Antal Szalay Michele Andreolo Ugo Locatelli | Silvio Piola Gino Colaussi Giuseppe Meazza György Sárosi Leônidas |
| ------------------ | -------------------------------- | ------------------------------------------- | ----------------------------------------------------------------- |

## Artilheiros
7 gols
- Leônidas

5 gols
| - György Sárosi | - Gyula Zsengellér | - Silvio Piola |

4 gols
| - Gino Colaussi | - Ernest Wilimowski |  |

3 gols
| - Perácio - Romeu - Héctor Socorro | - Harry Andersson - Arne Nyberg - Gustav Wetterström | - André Abegglen |

2 gols
| - Oldřich Nejedlý - Jean Nicolas | - Pál Titkos - Ştefan Dobay |  |

1 gol (23)
| - Henri Isemborghs - Roberto - Tomás Fernández - José Magriñá - Vlastimil Kopecký - Josef Košťálek - Josef Zeman - Oscar Heisserer | - Émile Veinante - Josef Gauchel - Wilhelm Hahnemann - Vilmos Kohut - Géza Toldi - Pietro Ferraris - Giuseppe Meazza - Arne Brustad | - Fryderyk Scherfke - Iuliu Barátky - Silviu Bindea - Tore Keller - Sven Jonasson - Alfred Bickel - Eugen Walaschek |

Gols contra
| - Sven Jacobsson (a favor da Hungria) | - Ernst Lörtscher (a favor da Alemanha) |  |

## Classificação final
| Pos.                            | Seleção                       | Pts | J | V | E | D | GP | GC | SG  |
| ------------------------------- | ----------------------------- | --- | - | - | - | - | -- | -- | --- |
| Final                           |                               |     |   |   |   |   |    |    |     |
| 1                               | Itália                        | 8   | 4 | 4 | 0 | 0 | 11 | 5  | +6  |
| 2                               | Hungria                       | 6   | 4 | 3 | 0 | 1 | 15 | 5  | +10 |
| Decisão do 3º lugar             |                               |     |   |   |   |   |    |    |     |
| 3                               | Brasil                        | 7   | 5 | 3 | 1 | 1 | 14 | 11 | +3  |
| 4                               | Suécia                        | 2   | 3 | 1 | 0 | 2 | 11 | 9  | +2  |
| Eliminados nas quartas de final |                               |     |   |   |   |   |    |    |     |
| 5                               | Tchecoslováquia               | 3   | 3 | 1 | 1 | 1 | 5  | 3  | +2  |
| 6                               | Suíça                         | 3   | 3 | 1 | 1 | 1 | 5  | 5  | 0   |
| 7                               | Cuba                          | 3   | 3 | 1 | 1 | 1 | 5  | 12 | –7  |
| 8                               | França                        | 2   | 3 | 1 | 0 | 1 | 4  | 4  | 0   |
| Eliminados nas oitavas-de-final |                               |     |   |   |   |   |    |    |     |
| 9                               | Romênia                       | 1   | 2 | 0 | 1 | 1 | 4  | 5  | –1  |
| 10                              | Alemanha                      | 1   | 2 | 0 | 1 | 1 | 3  | 5  | –2  |
| 11                              | Polónia                       | 0   | 1 | 0 | 0 | 1 | 5  | 6  | –1  |
| 12                              | Noruega                       | 0   | 1 | 0 | 0 | 1 | 1  | 2  | –1  |
| 13                              | Bélgica                       | 0   | 1 | 0 | 0 | 1 | 1  | 3  | –2  |
| 14                              | Países Baixos                 | 0   | 1 | 0 | 0 | 1 | 0  | 3  | –3  |
| 15                              | Índias Orientais Neerlandesas | 0   | 1 | 0 | 0 | 1 | 0  | 6  | –6  |